# IMT Atlantique
IMT Atlantique - (conosciuta anche come École Nationale Supérieure Mines-Télécom Atlantique Bretagne-Pays de la Loire o École des Mines Télécom Atlantique) è una Grande école francese e una scuola di ingegneria creata il 1º gennaio 2017 dalla fusione di École nationale supérieure des mines de Nantes e Télécom Bretagne.
IMT Atlantique è una delle scuole applicate dell'École polytechnique.

## Insegnanti famosi
- Alain Glavieux, un ingegnere francese.